# Zhuque-2
El Zhuque-2 (Chino: '朱雀二号'), es un vehículo de lanzamiento orbital chino desarrollado por LandSpace. Es un cohete de combustible líquido impulsado por oxígeno líquido y metano líquido (metalox). Se trata del primer cohete alimentado con metano en alcanzar la órbita en la carrera hacia la órbita de Methalox, compitiendo con el Terran 1 de Relativity Space  y el Falcon 9 de SpaceX.

## Diseño
Zhuque-2 tiene un peso de despegue de 216 toneladas y utiliza 4 motores metalox TQ-12 en la primera etapa, cada uno con un empuje de 67 toneladas. La segunda etapa utiliza un TQ-12 optimizado al vacío con un empuje de 80 toneladas en combinación con un motor TQ-11 de 8 toneladas de empuje que actúa como un propulsor vernier .
Zhuque-2 es capaz de elevar 6.000 kg de carga útil a una órbita terrestre baja de 200 km, así como 4.000 kg de carga útil a una órbita sincrónica solar de 500 km.

## Historia
En mayo de 2019, LandSpace realizó pruebas de encendido de su motor de cohete TQ-12 alimentado con metano líquido y oxígeno líquido en sus instalaciones de pruebas en Huzhou, provincia de Zhejiang. El jefe de investigación y desarrollo de LandSpace, Ge Minghe, afirma que el motor tiene un empuje de 80 toneladas. La instalación de Huzhou podría producir alrededor de 15 cohetes ZQ-2 y 200 motores TQ-12 a partir de 2022, según el director ejecutivo, Zhang Changwu.
El 14 de diciembre de 2022 se realizó el primer vuelo del Zhuque-2, pero no logró alcanzar la órbita debido a un apagado anticipado de sus motores vernier de segunda etapa, después de que los motores principales de la segunda etapa aparentemente completaran un encendido exitoso. Fue el primer intento de lanzamiento orbital del mundo realizado por un vehículo de lanzamiento propulsado por metano.
En marzo de 2023, LandSpace confirmó que el segundo vehículo de lanzamiento Zhuque-2 había completado su ensamblaje y estaba en preparación para un intento de lanzamiento en los próximos meses.
El 12 de julio de 2023, Zhuque-2 se convirtió en el primer vehículo de lanzamiento propulsado por metano en alcanzar la órbita tras un segundo vuelo exitoso.

## Lanzamientos
| Cohete y serie | Vuelo No. | Fecha                              | Carga útil                       | Órbita        | Sitio de lanzamiento | Resultado | Notas |
| -------------- | --------- | ---------------------------------- | -------------------------------- | ------------- | -------------------- | --- | ----- |
| Zhuque-2       | Y1        | 14 de diciembre de 2022, 08:30 UTC | Varios                           | SSO           | Jiuquan, Sitio 96    | Éxito de la primera etapa. Primer vehículo de lanzamiento de metano en llegar al espacio (100 km de altitud). |       |
| Zhuque-2       | Y2        | 12 de julio de 2023, 01:00 UTC     | Sin carga útil (prueba de vuelo) | SSO           | Jiuquan, Sitio 96    | Primer vehículo de lanzamiento de metano en alcanzar la órbita.                                               |       |
| Zhuque-2       | Y3        | Cuarto trimestre de 2023           | por confirmar                    | por confirmar | Jiuquan, Sitio 96    | |       |